# Lijst van amfibieën in Honduras
Onderstaande lijst van amfibieën in Honduras bestaat uit een totaal van 144 in Honduras voorkomende  soorten die zijn onderverdeeld in drie ordes: de  wormsalamanders (Gymnophiona), salamanders  (Caudata) en kikkers (Anura). Deze lijst is ontleend aan de databank van Amphibian Species of the World, aangevuld met enkele soorten die recent zijn ontdekt door de wetenschap of wiens aanwezigheid in Honduras recent is vastgesteld.

## Wormsalamanders (Gymnophiona)

### Dermophiidae
Orde: Gymnophiona. 
Familie: Dermophiidae

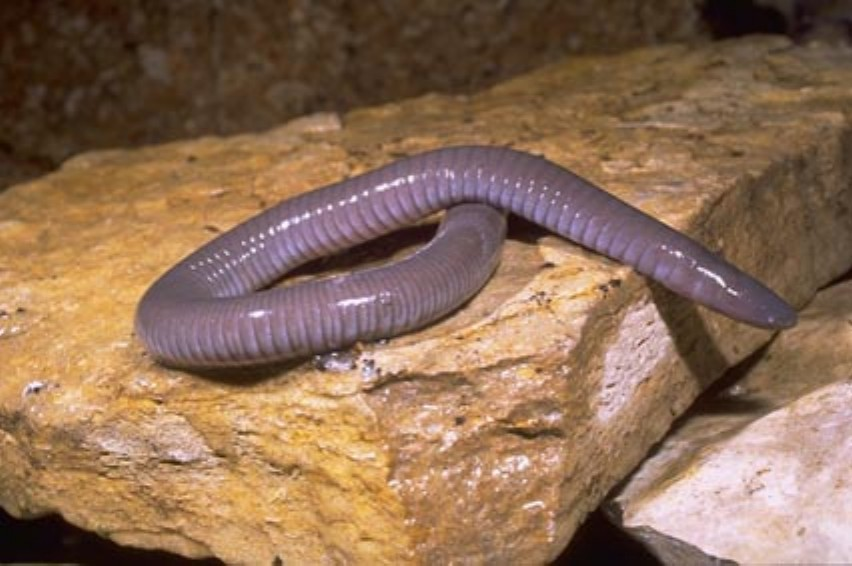
Dermophis mexicanus

- Dermophis mexicanus (Duméril y Bibron, 1841)
- Gymnopis multiplicata Peters, 1874
- Gymnopis syntrema (Cope, 1866)

## Salamanders  (Caudata)

### Plethodontidae
Orde: Caudata. 
Familie: Plethodontidae

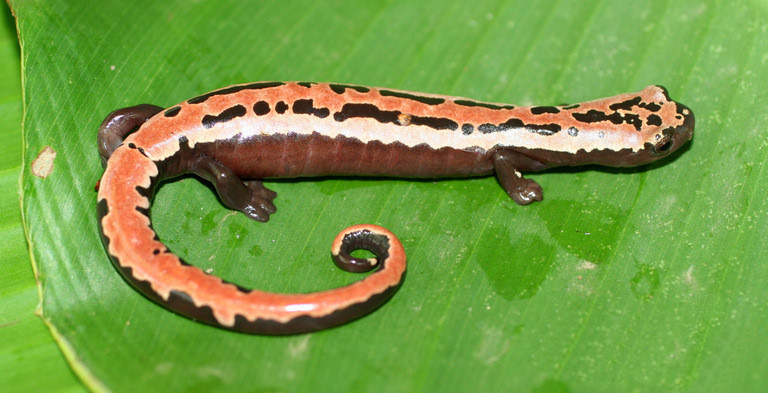
Bolitoglossa mexicana

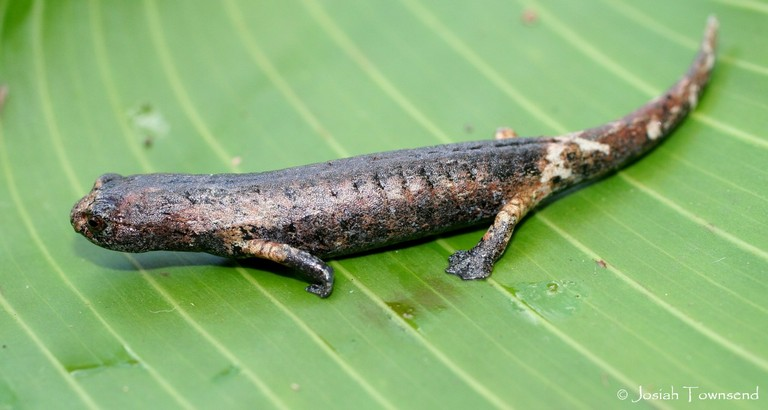
Bolitoglossa dofleini

- Bolitoglossa carri McCranie y Wilson, 1993
- Bolitoglossa cataguana Townsend, Butler, Wilson, y Austin, 2009
- Bolitoglossa celaque McCranie y Wilson, 1993
- Bolitoglossa conanti McCranie y Wilson, 1993
- Bolitoglossa decora McCranie y Wilson, 1997
- Bolitoglossa diaphora McCranie y Wilson, 1995
- Bolitoglossa dofleini (Werner, 1903)
- Bolitoglossa dunni (Schmidt, 1933)
- Bolitoglossa heiroreias Greenbaum, 2004
- Bolitoglossa longissima McCranie y Cruz-Díaz, 1996
- Bolitoglossa mexicana Duméril, Bibron, y Duméril, 1854
- Bolitoglossa nympha Campbell, Smith, Streicher, Acevedo, y Brodie, 2010
- Bolitoglossa occidentalis Taylor, 1941
- Bolitoglossa odonnelli (Stuart, 1943)
- Bolitoglossa oresbia McCranie, Espinal, y Wilson, 2005
- Bolitoglossa porrasorum McCranie y Wilson, 1995
- Bolitoglossa rufescens (Cope, 1869)
- Bolitoglossa striatula (Noble, 1918)
- Bolitoglossa synoria McCranie y Köhler, 1999
- Cryptotriton nasalis (Dunn, 1924)
- Dendrotriton sanctibarbarus (McCranie y Wilson, 1997)
- Nototriton barbouri (Schmidt, 1936)
- Nototriton brodiei Campbell y Smith, 1998
- Nototriton lignicola McCranie y Wilson, 1997
- Nototriton limnospectator McCranie, Wilson, y Polisar, 1998
- Nototriton mime Townsend, Medina-Flores, Reyes-Calderón, y Austin, 2013
- Nototriton picucha Townsend, Medina-Flores, Murillo, y Austin, 2011
- Nototriton tomamorum Townsend, Butler, Wilson, y Austin, 2010
- Oedipina chortiorum Brodie, Acevedo, y Campbell, 2012
- Oedipina cyclocauda Taylor, 1952
- Oedipina elongata (Schmidt, 1936)
- Oedipina gephyra McCranie, Wilson, y Williams, 1993
- Oedipina ignea Stuart, 1952
- Oedipina kasios McCranie, Vieites, y Wake, 2008
- Oedipina leptopoda McCranie, Vieites, y Wake, 2008
- Oedipina petiola McCranie y Townsend, 2011
- Oedipina quadra McCranie, Vieites, y Wake, 2008
- Oedipina stenopodia Brodie y Campbell, 1993
- Oedipina stuarti Brame, 1968
- Oedipina taylori Stuart, 1952
- Oedipina tomasi McCranie, 2006

## Kikkers (Anura)

### Rhinophrynidae
Orde: Anura. 
Familie: Rhinophrynidae

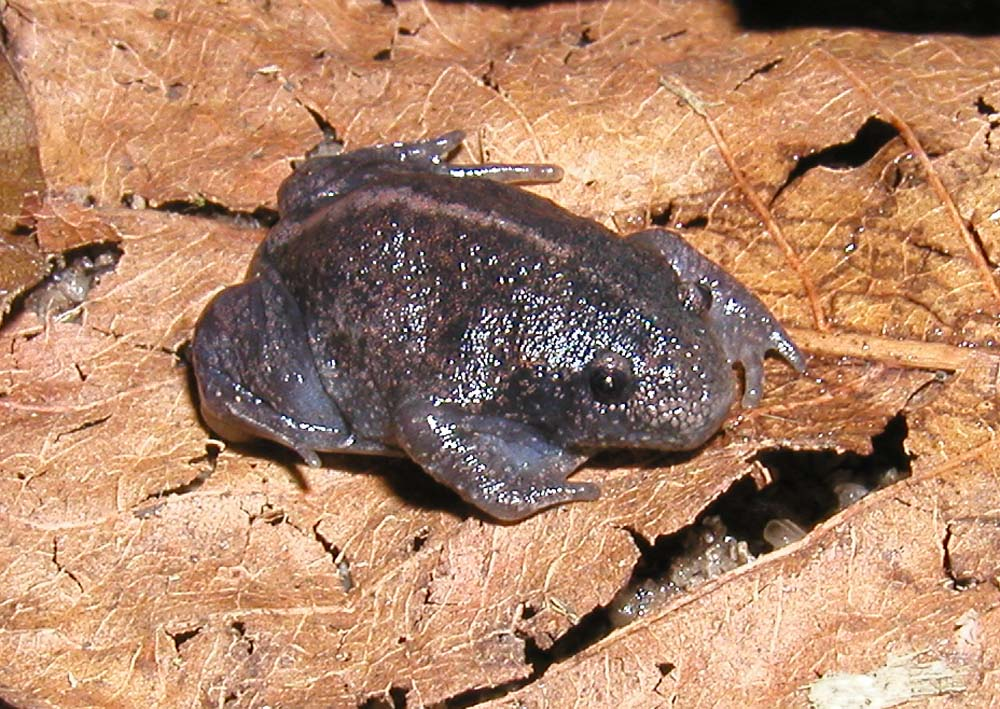
Rhinophrynus dorsalis

- Rhinophrynus dorsalis Duméril y Bibron, 1841

### Craugastoridae
Orde: Anura. 
Familie: Craugastoridae

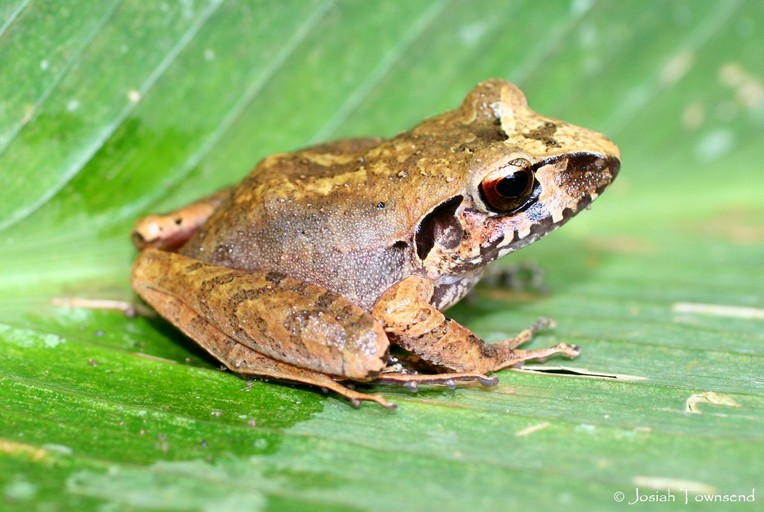
Craugastor laticeps

- Pristimantis cerasinus (Cope, 1875)
- Pristimantis ridens (Cope, 1866)
- Craugastor anciano (Savage, McCranie, y Wilson, 1988)
- Craugastor aurilegulus (Savage, McCranie, y Wilson, 1988)
- Craugastor bransfordii (Cope, 1886)
- Craugastor chac (Savage, 1987)
- Craugastor charadra (Campbell y Savage, 2000)
- Craugastor chrysozetetes (McCranie, Savage, y Wilson, 1989)
- Craugastor coffeus (McCranie y Köhler, 1999)
- Craugastor cruzi (McCranie, Savage, y Wilson, 1989)
- Craugastor cyanochthebius McCranie y Smith, 2006
- Craugastor emleni (Dunn y Emlen, 1932)
- Craugastor epochthidius (McCranie y Wilson, 1997)
- Craugastor fecundus (McCranie y Wilson, 1997)
- Craugastor fitzingeri (Schmidt, 1857)
- Craugastor laevissimus (Werner, 1896)
- Craugastor laticeps (Duméril, 1853)
- Craugastor lauraster (Savage, McCranie, y Espinal, 1996)
- Craugastor loki (Shannon y Werler, 1955)
- Craugastor megacephalus (Cope, 1875)
- Craugastor merendonensis (Schmidt, 1933)
- Craugastor milesi (Schmidt, 1933)
- Craugastor mimus (Taylor, 1955)
- Craugastor nefrens (Smith, 2005)
- Craugastor noblei (Barbour y Dunn, 1921)
- Craugastor olanchano (McCranie y Wilson, 1999)
- Craugastor omoaensis (McCranie y Wilson, 1997)
- Craugastor pechorum (McCranie y Wilson, 1999)
- Craugastor psephosypharus (Campbell, Savage, y Meyer, 1994)
- Craugastor rostralis (Werner, 1896)
- Craugastor rupinius (Campbell y Savage, 2000)
- Craugastor saltuarius (McCranie y Wilson, 1997)
- Craugastor stadelmani (Schmidt, 1936)

### Leptodactylidae
Orde: Anura. 
Familie: Leptodactylidae

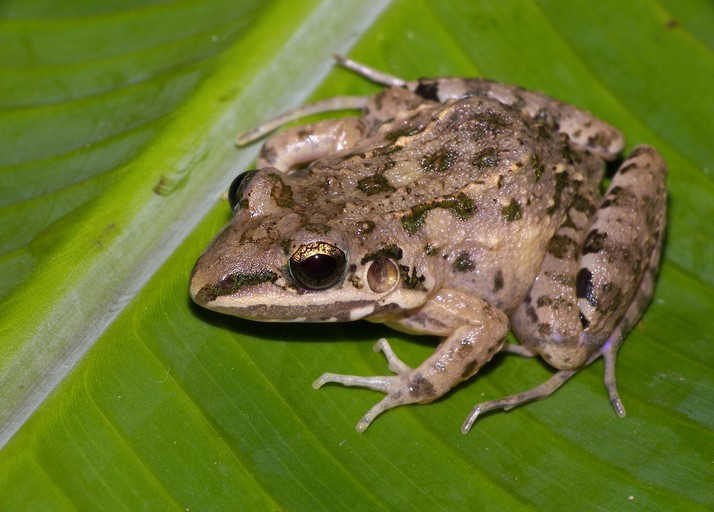
Leptodactylus fragilis

- Engystomops pustulosus (Cope, 1864)
- Leptodactylus fragilis (Brocchi, 1877)
- Leptodactylus melanonotus (Hallowell, 1861)
- Leptodactylus savagei Heyer, 2005
- Leptodactylus silvanimbus McCranie, Wilson, y Porras, 1980

### Eleutherodactylidae
Orde: Anura. 
Familie: Eleutherodactylidae
- Diasporus diastema (Cope, 1875)
- Eleutherodactylus planirostris (Cope, 1862)

### Bufonidae
Orde: Anura. 
Familie: Bufonidae

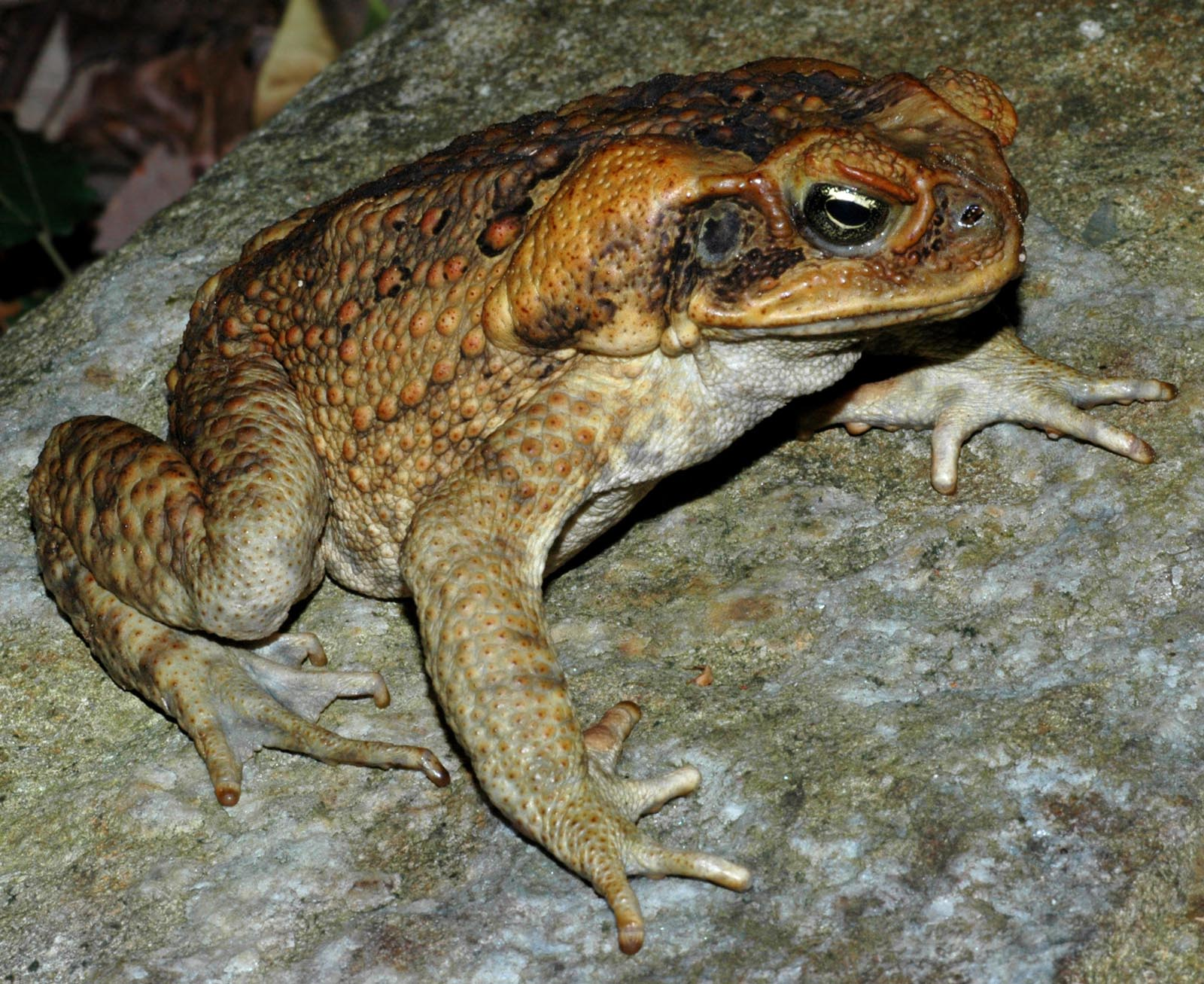
Rhinella marina

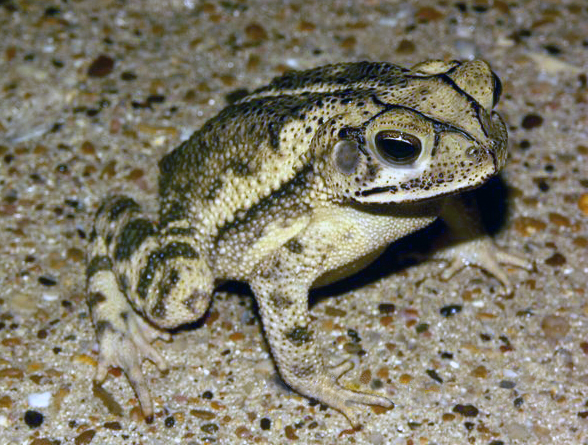
Incilius valliceps

- Incilius campbelli (Mendelson, 1994)
- Incilius coccifer (Cope, 1866)
- Incilius ibarrai (Stuart, 1954)
- Incilius leucomyos (McCranie y Wilson, 2000)
- Incilius luetkenii (Boulenger, 1891)
- Incilius porteri (Mendelson, Williams, Sheil, y Mulcahy, 2005)
- Incilius valliceps (Wiegmann, 1833)
- Rhaebo haematiticus Cope, 1862
- Rhinella chrysophora (McCranie, Wilson, y Williams, 1989)
- Rhinella marina (Linnaeus, 1758)

### Hylidae
Orde: Anura. 
Familie: Hylidae
- Agalychnis callidryas (Cope, 1862)

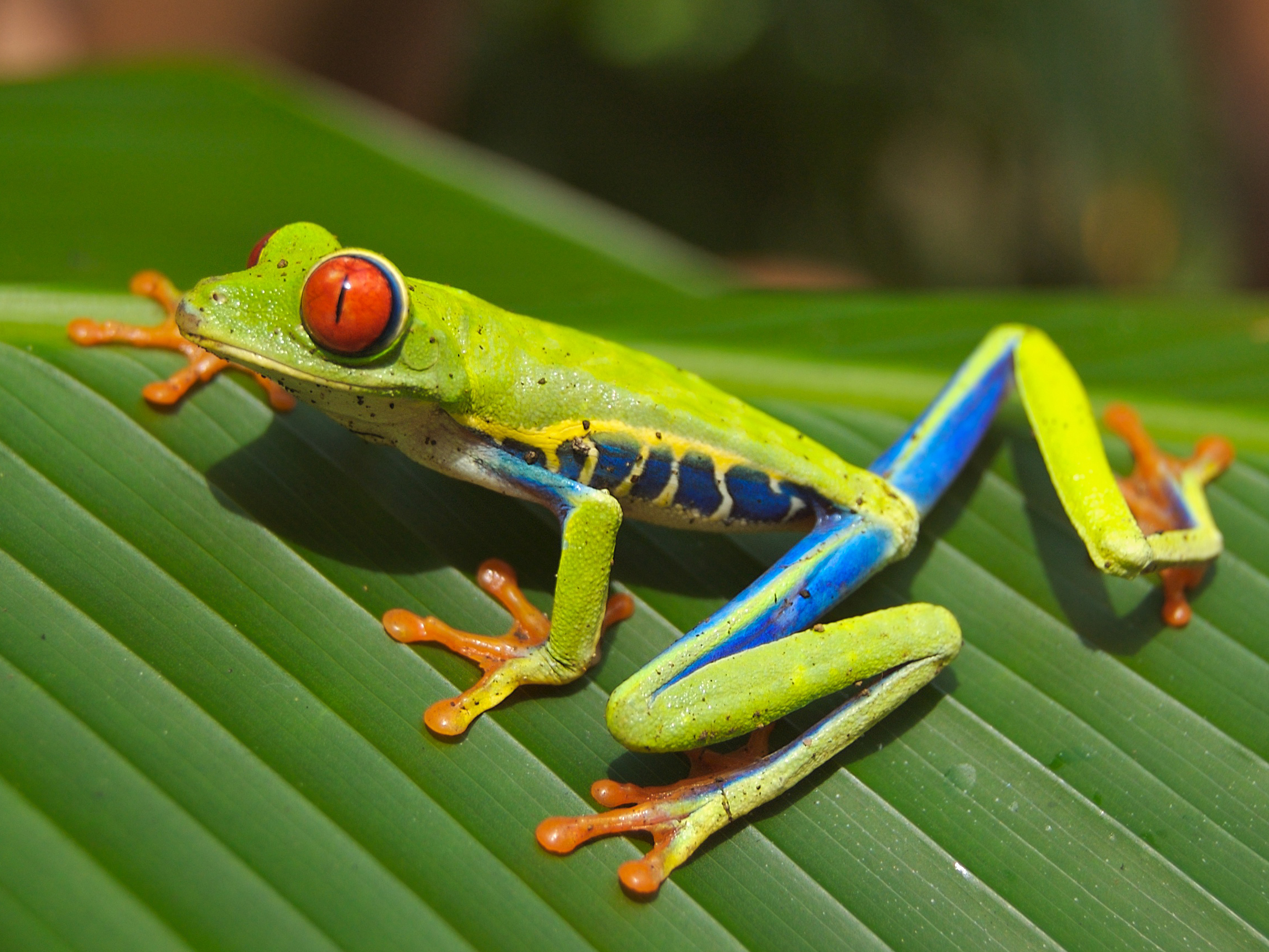
Agalychnis callidryas

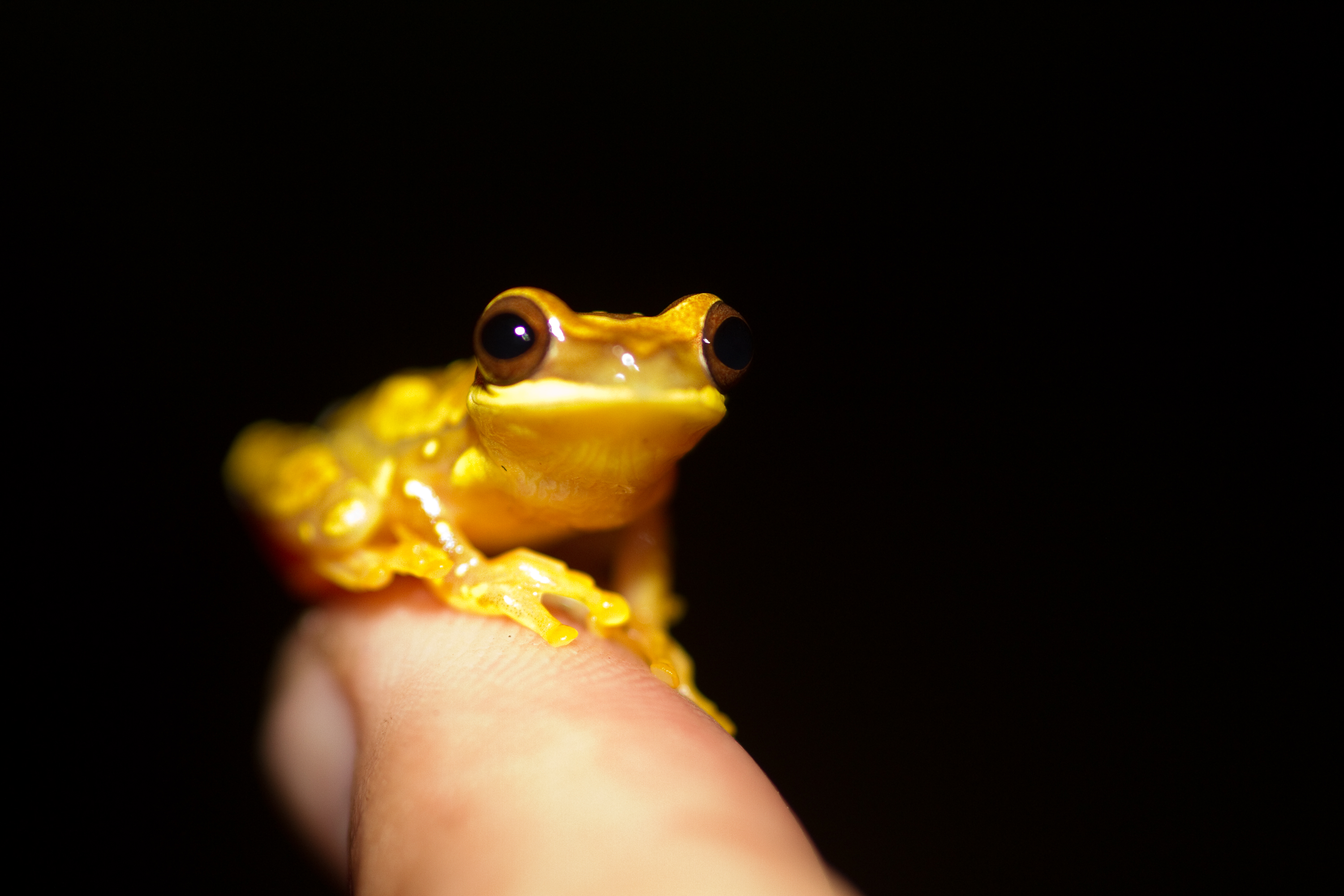
Dendropsophus ebraccatus

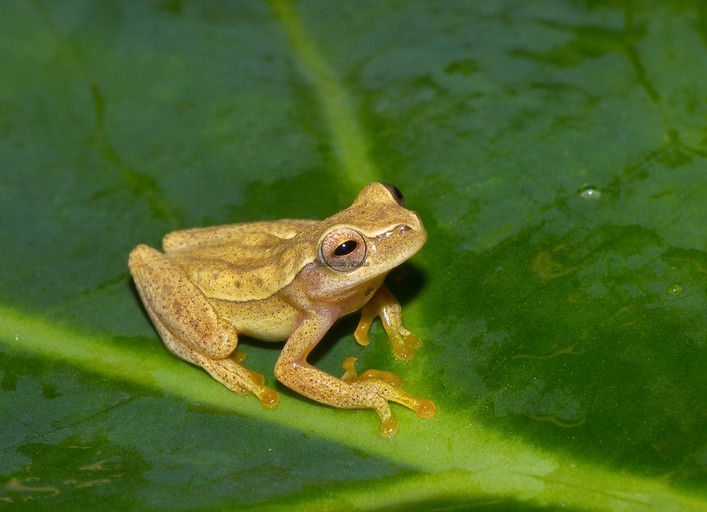
Dendropsophus microcephalus

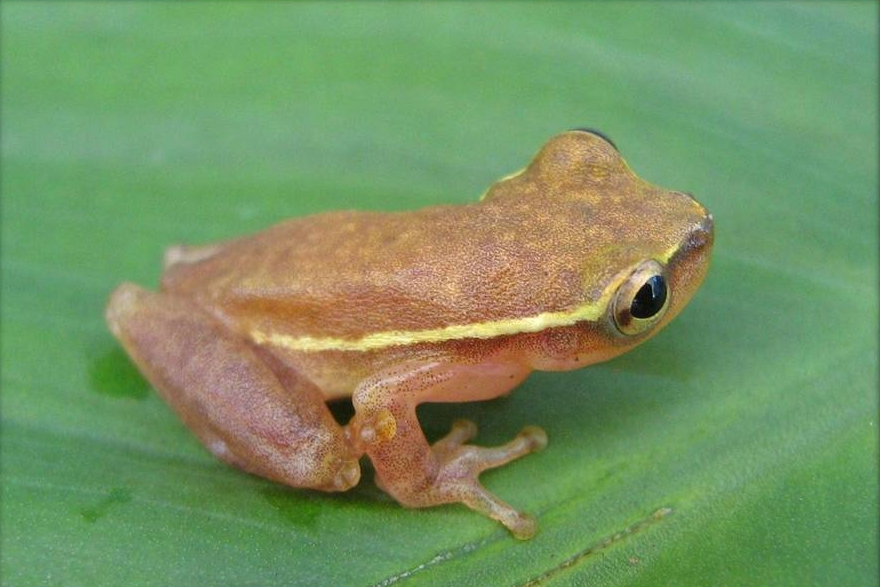
Tlalocohyla picta

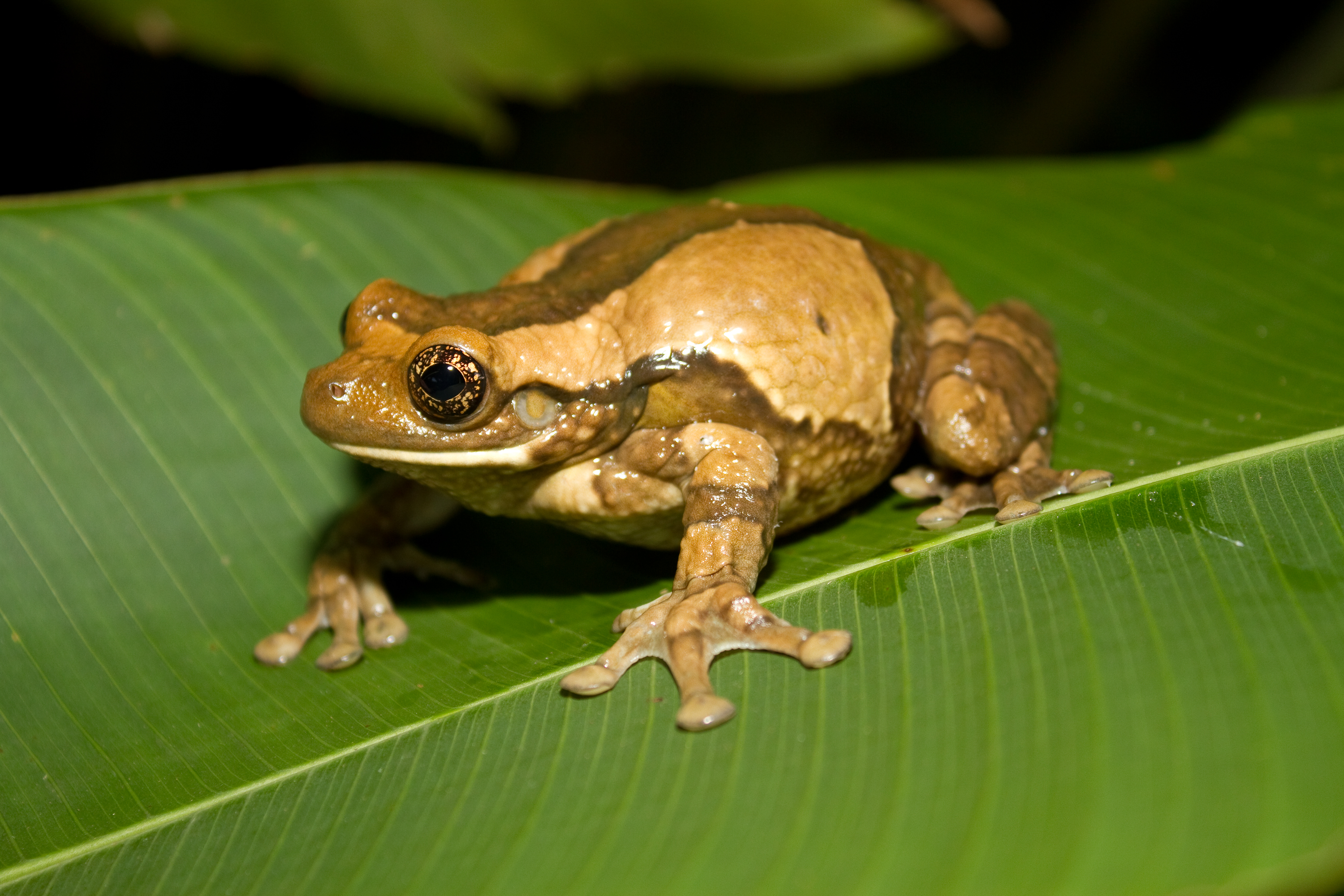
Trachycephalus typhonius

- Agalychnis moreletii (Duméril, 1853)
- Agalychnis saltator Taylor, 1955
- Cruziohyla calcarifer (Boulenger, 1902)
- Anotheca spinosa (Steindachner, 1864)
- Bromeliohyla bromeliacia (Schmidt, 1933)
- Dendropsophus ebraccatus (Cope, 1874)
- Dendropsophus microcephalus (Cope, 1886)
- Duellmanohyla salvavida (McCranie y Wilson, 1986)
- Duellmanohyla soralia (Wilson y McCranie, 1985)
- Ecnomiohyla miliaria (Cope, 1886)
- Ecnomiohyla salvaje (Wilson, McCranie, y Williams, 1985)
- Exerodonta catracha (Porras y Wilson, 1987)
- Isthmohyla insolita (McCranie, Wilson, y Williams, 1993)
- Isthmohyla melacaena (McCranie y Castañeda, 2006)
- Plectrohyla chrysopleura Wilson, McCranie, y Cruz-Díaz, 1994
- Plectrohyla dasypus McCranie y Wilson, 1981
- Plectrohyla exquisita McCranie y Wilson, 1998
- Plectrohyla guatemalensis Brocchi, 1877
- Plectrohyla hartwegi Duellman, 1968
- Plectrohyla matudai Hartweg, 1941
- Plectrohyla psiloderma McCranie y Wilson, 1999
- Ptychohyla euthysanota (Kellogg, 1928)
- Ptychohyla hypomykter McCranie y Wilson, 1993
- Ptychohyla salvadorensis (Mertens, 1952)
- Ptychohyla spinipollex (Schmidt, 1936)
- Scinax staufferi (Cope, 1865)
- Smilisca baudinii (Duméril y Bibron, 1841)
- Smilisca phaeota (Cope, 1862)
- Smilisca sordida (Peters, 1863)
- Tlalocohyla loquax (Gaige y Stuart, 1934)
- Tlalocohyla picta (Günther, 1901)
- Trachycephalus typhonius (Linnaeus, 1758)
- Triprion petasatus (Cope, 1865)

### Centrolenidae
Orde: Anura. 
Familie: Centrolenidae

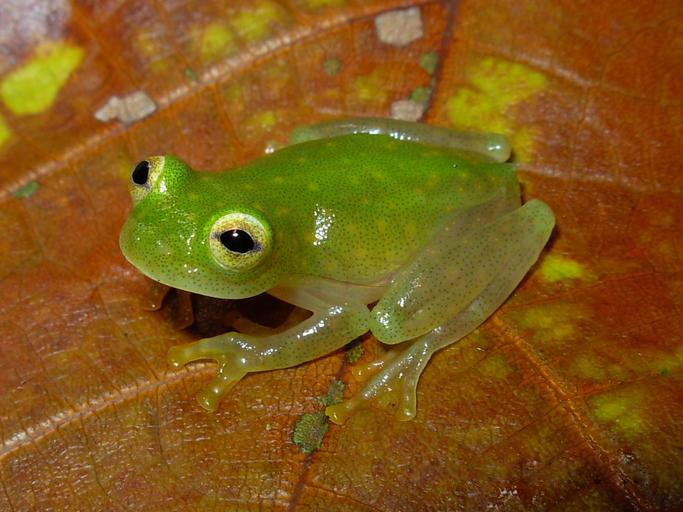
Hyalinobatrachium fleischmanni

- Cochranella granulosa (Taylor, 1949)
- Espadarana prosoblepon (Boettger, 1892)
- Sachatamia albomaculata (Taylor, 1949)
- Teratohyla pulverata (Peters, 1873)
- Teratohyla spinosa (Taylor, 1949)
- Hyalinobatrachium chirripoi (Taylor, 1958)
- Hyalinobatrachium fleischmanni (Boettger, 1893)

### Microhylidae
Orde: Anura. 
Familie: Microhylidae

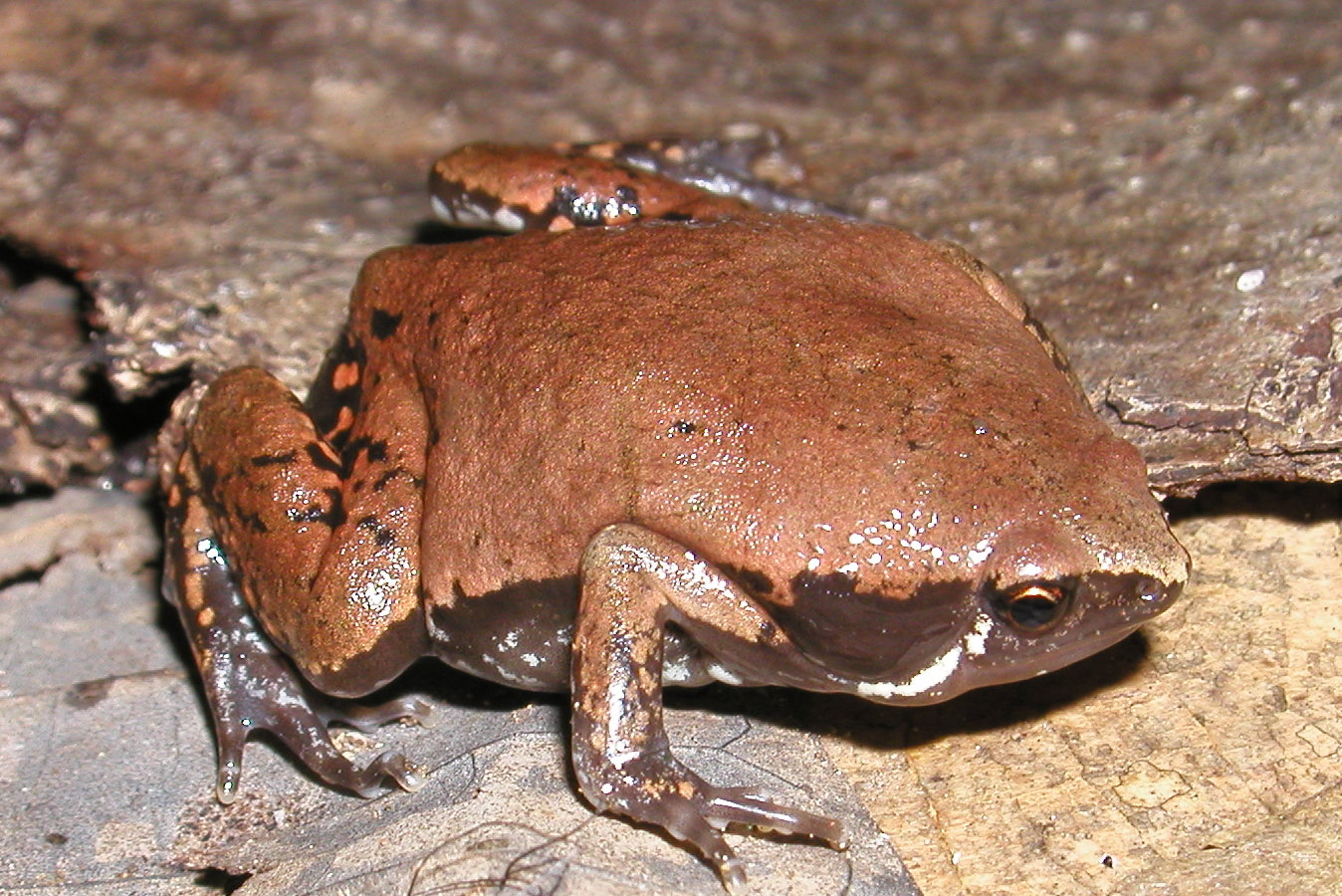
Hypopachus variolosus

- Gastrophryne elegans (Boulenger, 1882)
- Hypopachus barberi Schmidt, 1939
- Hypopachus variolosus (Cope, 1866)

### Ranidae
Orde: Anura. 
Familie: Ranidae

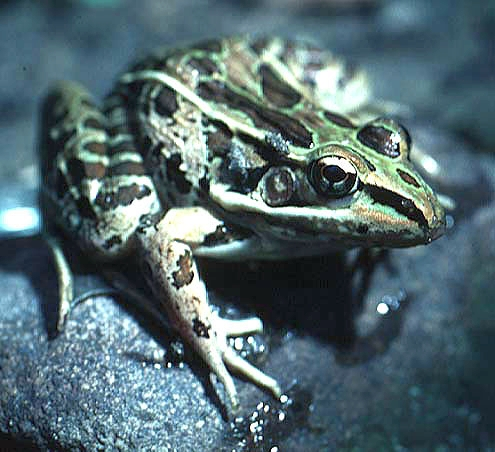
Lithobates forreri

- Lithobates brownorum (Sanders, 1973)
- Lithobates forreri (Boulenger, 1883)
- Lithobates maculatus (Brocchi, 1877)
- Lithobates vaillanti (Brocchi, 1877)
- Lithobates warszewitschii (Schmidt, 1857)